# Mahjouba Oubtil
Mahjouba Oubtil est une boxeuse marocaine née le 15 décembre 1982.

## Carrière
Aux championnats d'Afrique féminins de Yaoundé en 2010, elle remporte la médaille d'argent dans la catégorie des moins de 60 kg.
Elle dispute les Jeux olympiques d'été de 2012 à Londres, une première pour une boxeuse marocaine. Elle est éliminée en quarts de finale par la Brésilienne Adriana Araujo.